# 海吉哈特區

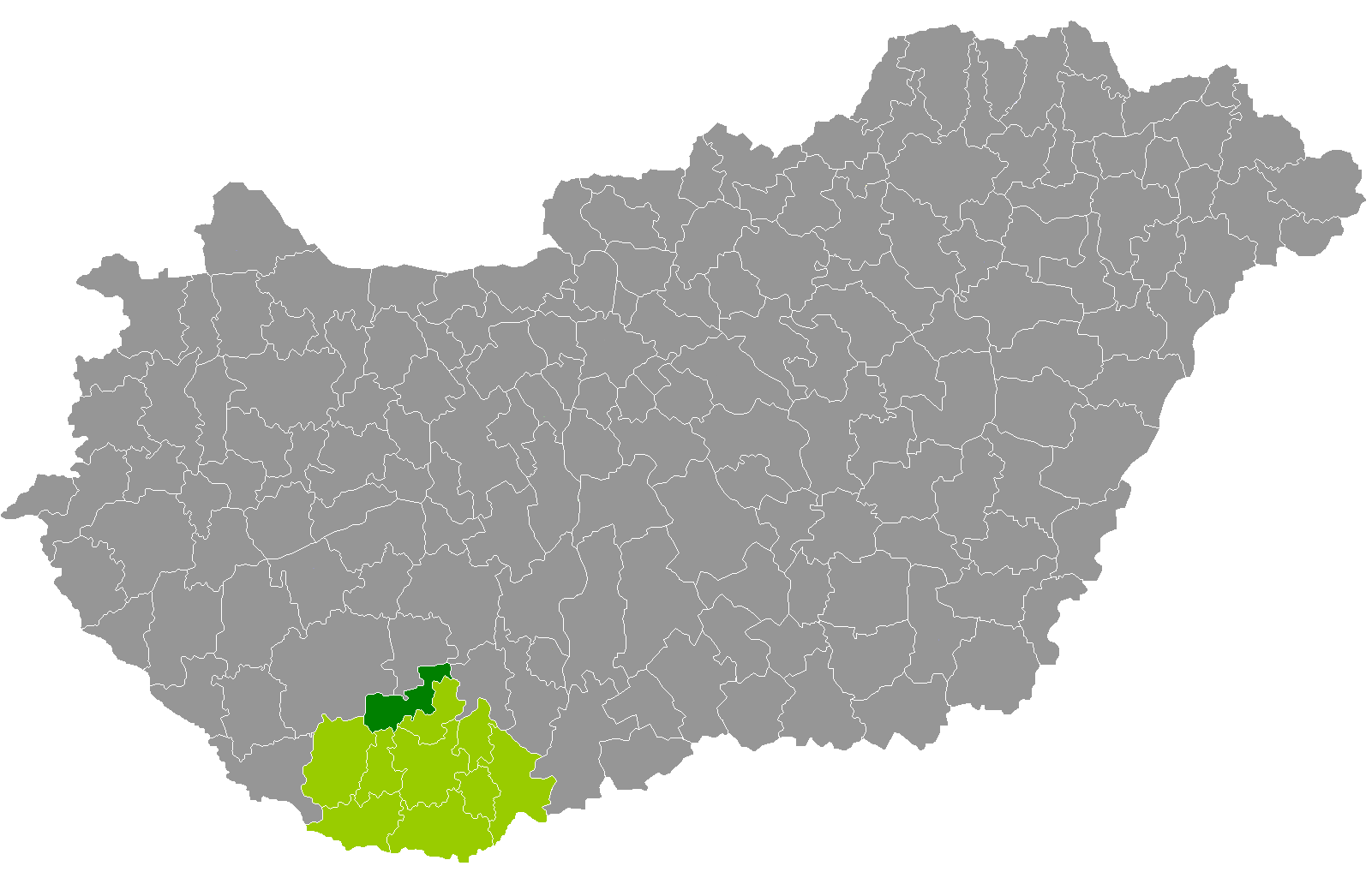

海吉哈特區（匈牙利語：Hegyháti járás），是匈牙利巴蘭尼亞州的一個區，位於該國西南部，区府設於沙什德。它是匈牙利区份中唯一不以区府命名的区份。面積361平方公里，2011年人口12,744，人口密度每平方公里35人。

## 市镇
海吉哈特區有两个城镇和23个村庄。